# Мізяки
Мізяки́ — село в Україні, у Валківській міській громаді Богодухівського району Харківської області. Населення становить 402 осіб. До 2020 орган місцевого самоврядування — Баранівська сільська рада.

## Географія
Село Мізяки примикає до сіл Гринців Ріг та Баранове, поруч залізниця, найближча станція Баранове (2 км).

## Історія
За даними на 1864 рік на казенному хуторі Мезиків (Манжаліїв) Валківського повіту Харківської губернії мешкало 360 осіб (179 чоловічої статі та 181 — жіночої), налічувалось 70 дворових господарств.
Станом на 1885 рік у колишньому державному хуторі Валківської волості мешкало 509 осіб, налічувалось 86 дворових господарств.
12 червня 2020 року, розпорядженням Кабінету Міністрів України № 725-р «Про визначення адміністративних центрів та затвердження територій територіальних громад Харківської області», увійшло до складу Валківської міської громади.
19 липня 2020 року, в результаті адміністративно-територіальної реформи та ліквідації Валківського району, село увійшло до складу Богодухівського району.